# Folkdräkter från Norrbotten

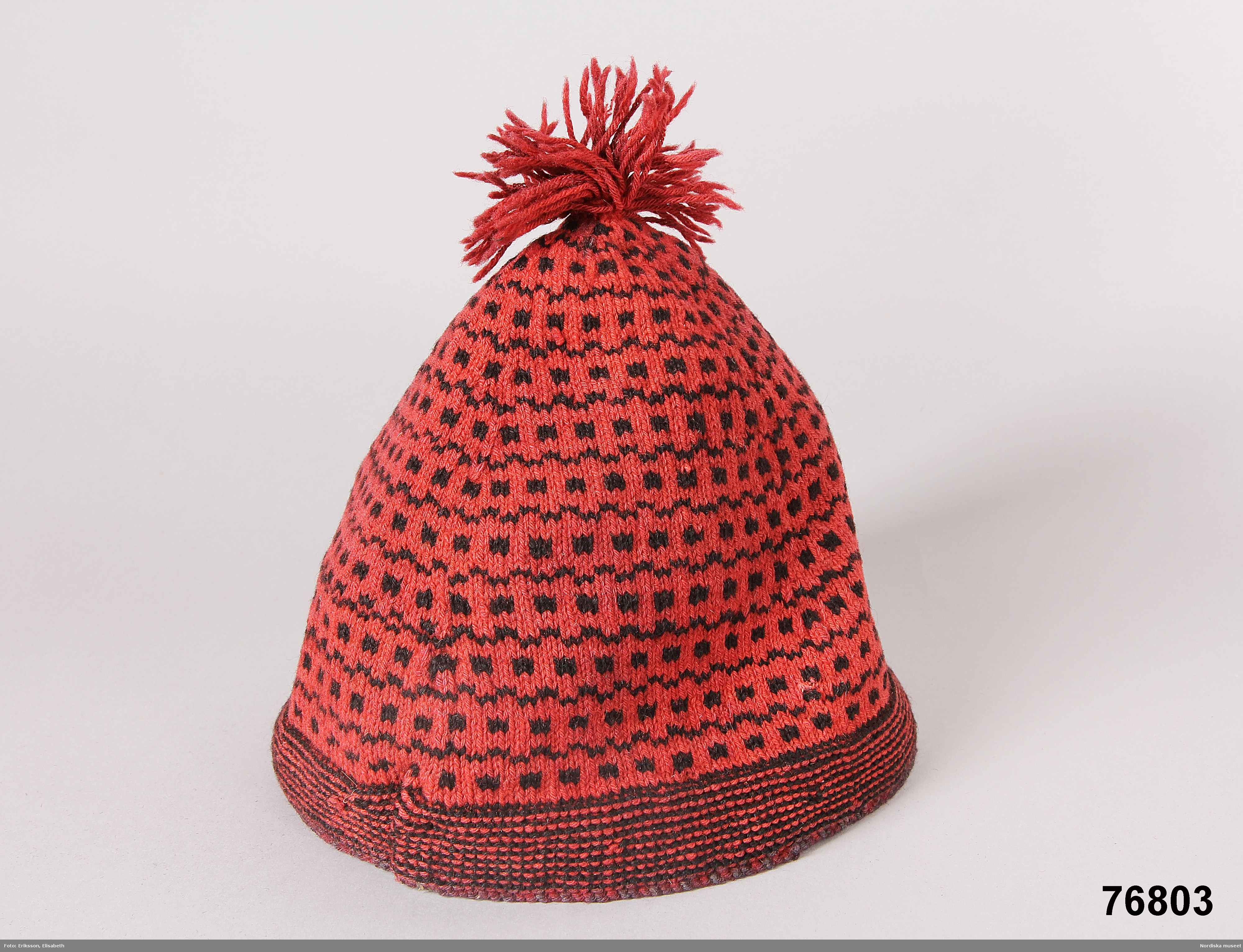
Stickmössa - Nordiska museet - NM.0076803 (2)

Norrbottniska folkdräkter är svenska folkdräkter från Norrbotten. Norrbotten har åtta dräkter, fem kvinnodräkter och tre mansdräkter.
I tabellen nedan ses en förteckning över de 8 norrbottniska folkdräkterna. I tabellen ses var dräkten kommer ifrån, om det är en kvinno- eller mansdräkt, om den är dokumenterad, rekonstruerad eller komponerad, när den återupptogs i bruk, om det finns varianter samt ytterplagg. Tabellen bygger på Ulla Centergrans inventering av folkdräkter i Sverige 1988-1993, som publicerades i bokform av Nämnden för hemslöjdsfrågor och LRF:s kulturråd 1993. Syftet var att underlätta för den som ville skaffa sig en egen dräkt att lättare få en överblick över de som fanns.
| Dräkt                  | Kön    | Ursprung      | Återupptogs | Finns varianter | Ytterplagg | Källa |
| Nederluleå             | Kvinna | Rekonstruerad | 1960-talet  | Ja              | Storsjal   | [ 1 ] |
| Norrbottens bygdedräkt | Kvinna | Rekonstruerad | 1956        | Ja              | Storsjal   | [ 1 ] |
| Norrbotten             | Kvinna | Komponerad    | 1912        | Ja              |            | [ 1 ] |
| Norrbotten             | Man    | Komponerad    | 1912        |                 |            | [ 1 ] |
| Överkalix              | Kvinna | Dokumenterad  | 1940-talet  | Ja              | Tröja      | [ 1 ] |
| Överkalix              | Man    | Dokumenterad  | 1960-talet  | Ja              | Livrock    | [ 1 ] |
| Dräkt från Överkalix   | Kvinna | Rekonstruerad | 1944        |                 |            | [ 1 ] |
| Norrbottnisk mansdräkt | Man    | Dokumenterad  | 1960-talet  |                 |            | [ 1 ] |